# À l'Innovation de Charleroi
À l'Innovation de Charleroi, couramment abrégé "l'Inno", est un immeuble commercial située au boulevard Joseph Tirou à Charleroi (Belgique). Il a été construit en 1951 par Jean-Marie Plumier, avec des intérieurs conçus par André Dautzenberg, pour Galeria Inno. Le bâtiment a été rénové en 2015 par l'agence Architectuur Marlies Carnas et abrite toujours Galeria Inno.

## Histoire
Après le succès du premier magasin situé en 1902 dans la rue Pont de Sambre, la société À l'Innovation a décidé de construire un nouveau bâtiment de style moderniste en 1951.

## Architecture
Le bâtiment construit en 1951 est situé entre la rue de Montigny et le boulevard tirou et comporte cinq niveaux. Le spécialiste de l'architecture commerciale André Dautzenberg développe l'intérieur tandis que l'architecte Jaen-Marie Plumier met au point la conception de la façade caractérisée par le rythme des fenêtres verticales. L'entrée se trouve dans le coin arrondi qui s'ouvre en direction du boulevard Tirou et de la Place Verte. Cet accès est marqué par une grande baie vitrée.
La rénovation de 2012-2015 par l'agence Architectuur Marlies Carnas, est née de la volonté d'intégrer le bâtiment à la future rénovation de la place soutenue par la construction de Rive Gauche. Il s'agit d'une intervention architecturale qui ne déforme pas le bâtiment d'origine et laisse apparaître les éléments fonctionnels et techniques.

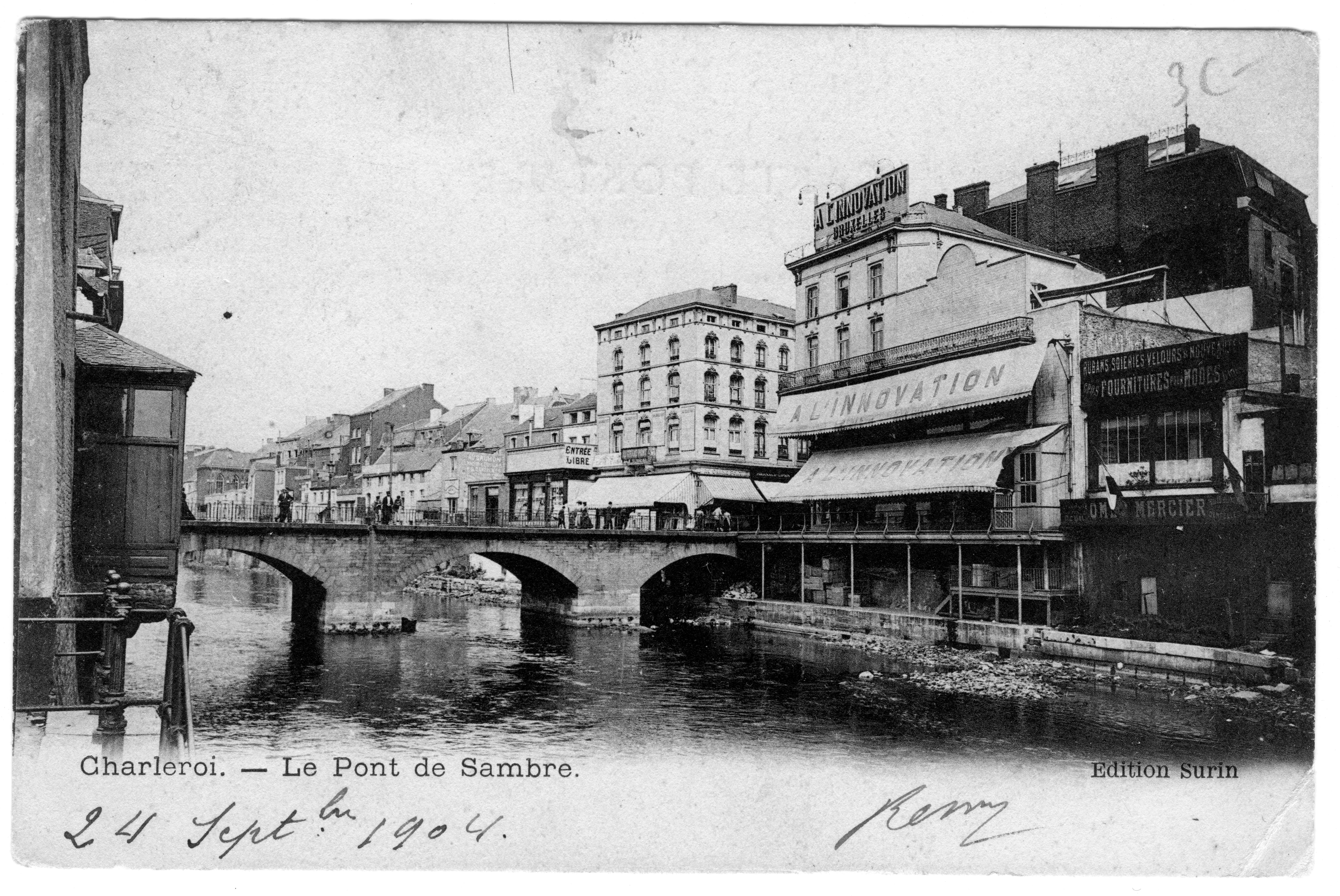
Le premier bâtiment situé en bord de Sambre avant le comblement du bras de la rivière.
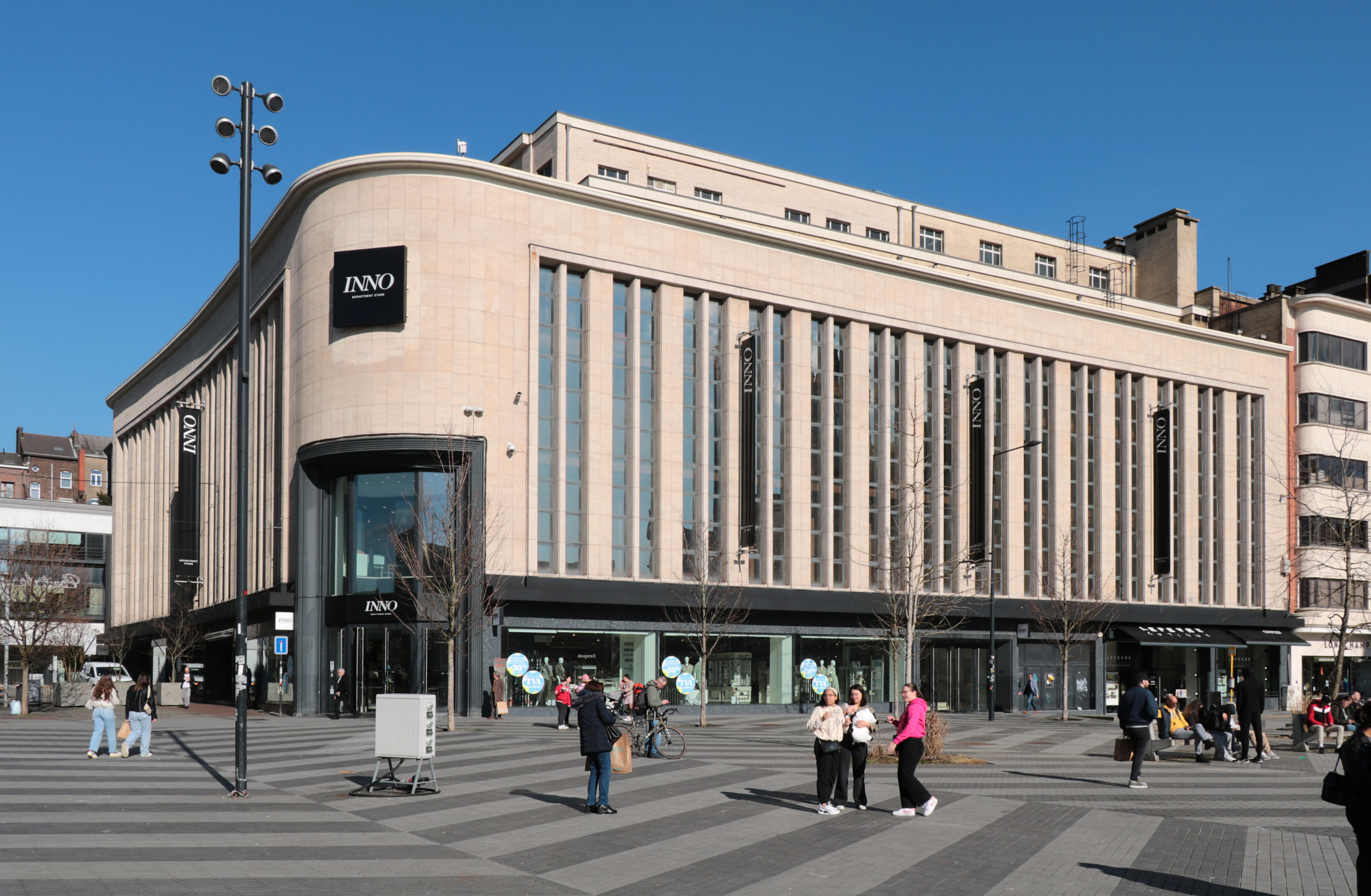
Le bâtiment vu depuis la place Verte.
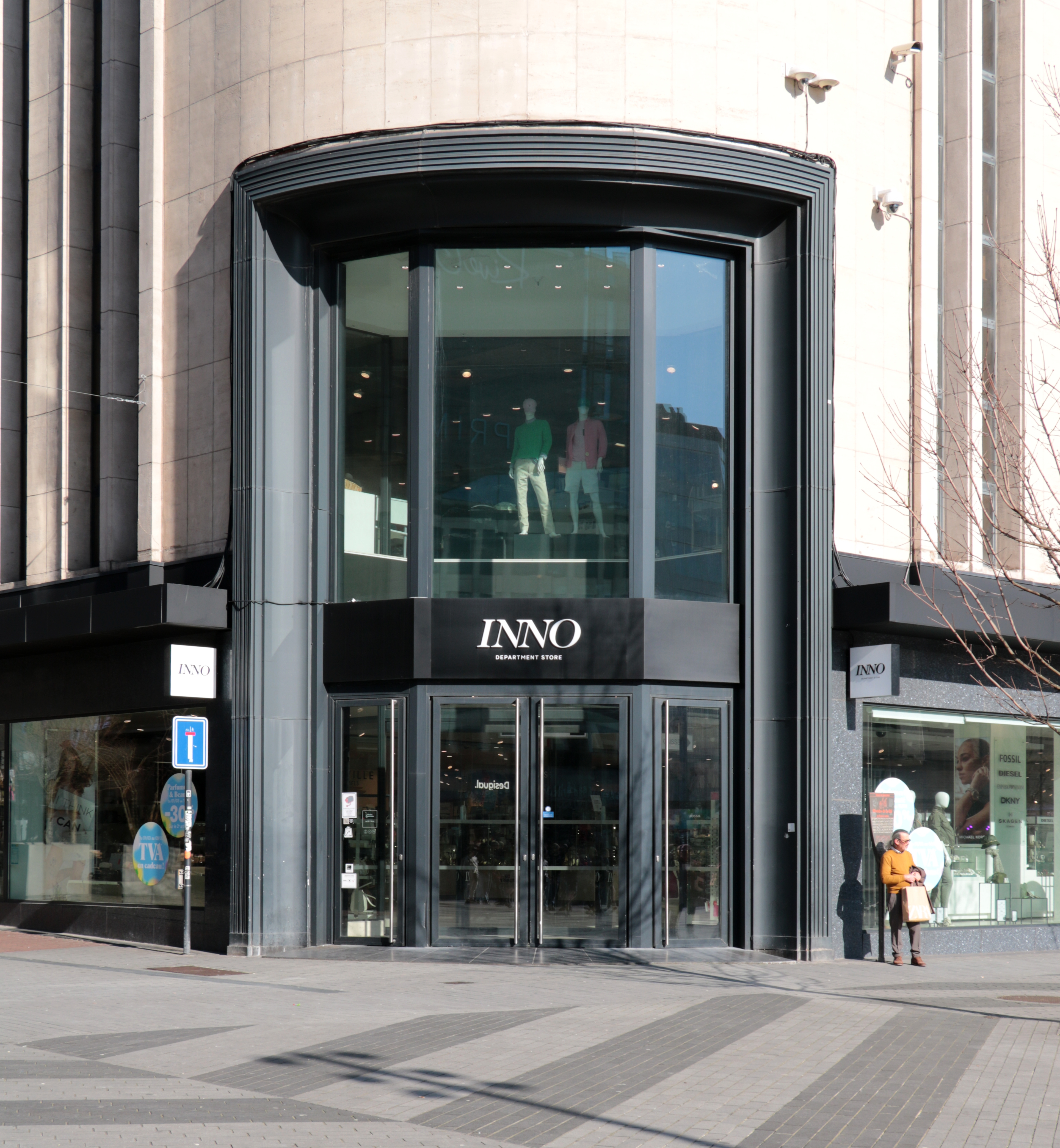
La porte d'entrée.